# Geoff Rodkey
Geoff Rodkey (Freeport, 9 de septiembre de 1970) es un guionista estadounidense. Entre sus trabajos figuran las películas Daddy Day Care (2003) y The Shaggy Dog (2006). Recibió un premio de Primetime Emmy por su contribución en los programas de Politically Incorrect sobre los congresos demócratas y republicanos en Comedy Central.

## Carrera
| Año       | Título                             | Notas                                                                     |
| --------- | ---------------------------------- | ------------------------------------------------------------------------- |
| 2011      | Good Luck Charlie, It's Christmas! | Disney Channel Original Movie                                             |
| 2007      | Daddy Day Camp                     | personajes / guion / historia                                             |
| 2006      | RV                                 |                                                                           |
| 2006      | scooby doo                         | guion                                                                     |
| 2003      | Daddy Day Care                     |                                                                           |
| 1998      | LateLine                           | serie de televisión                                                       |
| 1996–1997 | Politically Incorrect              | serie de televisión 6 episodios y nominados para un premio Primetime Emmy |
| 1995      | Rush Limbaugh Is a Big Fat Idiot   | ayudó a Al Franken con el libreto                                         |
| 1995      | Newtisms                           | primer libro                                                              |
| 1994      | Beavis and Butt-Head               | Serie de televisión: Episodio "Cow Tipping"                               |